# 本寿院 (徳川吉通生母)
本寿院（ほんじゅいん、寛文5年（1665年） - 元文4年2月14日（1739年3月23日））は、尾張藩第3代藩主・徳川綱誠の側室。第4代藩主・徳川吉通の生母。本寿院とは落飾後の院号で、落飾前は福、下総の名で呼ばれていた。姓は坂崎氏を使用した。

## 生涯
福は尾張藩士坂崎義高(坂崎勘左衛門義信としている文献もある)や商人、大工の娘とも言われているが、定かではない。ただはっきりしているのは、福が絶世の美人であったということである。その美貌で徳川綱誠の側室となり、尾張藩主・徳川吉通、蔦姫、立姫、岩之丞を生んだ。
綱誠の死去後は藩主生母として藩政に介入し、尾張藩の国元の家臣、江戸藩邸の家臣から本寿院に対する憎悪が増すこととなった。本寿院は強欲な女性としても知られている。また、朝日重章の記した「鸚鵡籠中記」によると「貪淫絶倫」であり、たくさんの男性と性的関係にあり、そのため宝永2年（1705年）6月に幕閣から蟄居の指示があり、「幽閉された後も庭木に女性器を擦りつけていた」と書かれている。
宝永2年（1705年）6月、尾張藩の重職たちによって藩主吉通から遠ざけられ、元々松平友著が住していた屋敷に転居させられる。芝居にのめり込んだのか歌舞伎役者生島新五郎の実弟で同じく歌舞伎役者であった生島大吉との逢瀬を疑われ、江戸の四谷屋敷に幽閉させられる。この月、5代将軍徳川綱吉の実母桂昌院が逝去しており、幕府より蟄居させるようにとの命令があった。
正徳3年7月26日（1713年9月15日）、実子である尾張藩主徳川吉通が四谷屋敷に来訪し饗応を受けるが、その夜に吉通は急逝する。
享保9年（1714年）に名古屋に移され、御下屋敷に謹慎させられる。
享保15年12月（1731年1月）、尾張藩7代藩主となった徳川宗春により謹慎が解かれた。宗春が藩主になって最初に出した命令の一つである。その後、名古屋祭（名古屋東照宮祭）・名古屋祇園祭などに街中に顔を出した記録があり、晩年は穏やかに生活した。
元文4年2月（1739年3月）、宗春が隠居謹慎させられた2か月後に、名古屋御下屋敷内で逝去した。
尾張藩内での本寿院の血統は断絶したが、嫡男、吉通の子の信受院（千姫・徳川三千）は内大臣九条幸教に嫁いでおり、その子孫は九条家を通し、皇室、二条家などに連なり、現在も子孫は多数いる。

## 演じた俳優
- 五月みどり（1995年NHK大河ドラマ『八代将軍吉宗』）